# 月夜御水大師
月夜御水大師（つきよおみずたいし）は徳島県阿南市新野町月夜に所在する仏堂。四国八十八箇所二十二番札所平等寺奥の院。

## 前後の札所
四国八十八箇所
22 平等寺 --- 22番奥の院 月夜御水大師 --- 鉦打大師・鉦打坂薬師 --- 22番奥の院 弥谷観音堂 --- 23 薬王寺